# 七星河 (挠力河)
七星河，位于中华人民共和国黑龙江省东部的一条河流，是挠力河左岸支流，发源于宝清县西南兰棒山北侧，西北流经双鸭山林业局七星河林场、七一林场，过上游村（隶属双鸭山市宝山区七星镇）后逐渐转向东北流，成为宝清县与双鸭山市岭东区、宝山区、友谊县之间的界河，经双鸭山农场、宝山区七星镇、宝清县七星泡镇、七星河乡、友谊县成富朝鲜族满族乡等地，于友谊县新镇乡东北转东流，成为宝清县与富锦市之间的界河，经三环泡，于炮台亮子汇入挠力河。河流全长214千米，流域面积4001平方千米，年均径流量4.517亿立方米。七星河上游为山区，两岸植被较好。河水流入平原地区后宣泄不畅，出槽漫流，两岸滩地多为杂草丛生的沼泽，退水缓慢。形成大面积的天然滞洪区。沼泽地貌是七星河流域的主要地形特征，是三江平原三处沉降中心之一。经过治理，目前中下游已成为黑龙江省重要的垦区，是中国商品粮基地之一。中游左岸友谊县的友谊农场是中国最大的国有农场，右岸建有宝清七星河国家级自然保护区，是三江平原保留最完整具有原始生态的湿地自然保护区之一。